# إريك جونسون (لاعب هوكي الجليد)
إريك جونسون (بالإنجليزية: Erik Johnson) (و. 1988  م) هو لاعب هوكي الجليد، من الولايات المتحدة، ولد في بلومنغتون، شارك في الألعاب الأولمبية الشتوية 2010، مركز لعبه هو مدافع ‏.

## التعليم
تعلم في جامعة منيسوتا.

## روابط خارجية
- إريك جونسون على موقع دوري الهوكي الوطني (الإنجليزية)
- إريك جونسون على موقع قاعة مشاهير الهوكي (لاعب أن.إتش.أل) (الإنجليزية)
- إريك جونسون على موقع EliteProspects.com (الإنجليزية)
- إريك جونسون على موقع Eurohockey.com (الإنجليزية)
- إريك جونسون على موقع HockeyDB.com (الإنجليزية)
- إريك جونسون على موقع Hockey-Reference.com (الإنجليزية)
- إريك جونسون على موقع اللجنة الأولمبية الدولية (الإنجليزية)
- إريك جونسون على موقع أوليمبيديا (الإنجليزية)